# Sambeng (Juwangi)
Sambeng is een bestuurslaag in het regentschap Boyolali van de provincie Midden-Java, Indonesië. Sambeng telt 2252 inwoners (volkstelling 2010).